# Myclobutanil
Myclobutanil (ISO-naam) is een fungicide dat gebruikt wordt in de land- en tuinbouw. Het behoort tot de chemische groep van de triazolen. Het wordt ingezet bij diverse teelten, onder andere op appel- en perenbomen, hop, komkommer en augurk, wortelen, tomaten, paprika en aubergine en op sierplanten tegen echte meeldauw, schurft en roesten. De stof verstoort de biosynthese van ergosterol.
Systhane van Dow AgroSciences is een commercieel product op basis van myclobutanil. De stof is oorspronkelijk gepatenteerd door Rohm & Haas.

## Stereochemie
| Myclobutanil | Myclobutanil |
| ------------ | ------------ |
| (S)-isomere  | (R)-isomere  |

## Regelgeving
De Europese Commissie heeft myclobutanil opgenomen in de lijst van gewasbeschermingsmiddelen die de lidstaten van de Europese Unie kunnen toelaten (sedert 1 juni 2011).